# Cusárare-vízesés
A Cusárare-vízesés (a rarámuri nyelvből eredő név jelentése: sasfiókák vagy sasok helye) a mexikói Chihuahua állam egyik vízesése, kedvelt turisztikai célpont.
A Tarahumara-hegységben, Guachochi község területén, a tenger szintje felett körülbelül 2150 méterrel elhelyezkedő, fenyőerdőkkel körülvett, 30 méter magas vízesés az azonos nevű patakon található. Bár az év minden részében folyik benne víz, a legnagyobb vízhozamát június és szeptember között éri el, ezért ekkor a legérdemesebb látogatni. Megközelítése csak gyalog lehetséges, mivel a járművel is járható utaktól 2,8 kilométer távolságra van. A patak völgyében vezető, viszonylag sík gyalogút a Creel városából délre mintegy 25 km távolságra található Cusárare falu mellől indul.